# Bogs
Bogs foi uma coleção de brinquedos lançada no Brasil pela Estrela, licenciada da norte-americana Mattel (que os lançou originalmente com o nome de Boglins).
Eram fantoches feitos de borracha que podiam ser manipulados para representar fala e expressões faciais.